# Шарона Флеминг
Шарона Флеминг (на английски: Sharona Fleming) е една от главните роли до 3 сезон в телевизионния сериал на USA Network – „Монк“ и играе ролята на медицинската сестра и добър приятел на главния герой – Ейдриън Монк.

## За героя
Тя е разведена самотна майка с едно дете на име Бенджи. Със съпруга ѝ Тревър са се развели и за да преживява, започва да работи като танцьорка в Ню Джърси.
Един ден проблясва отново надежда, когато започва работа като медицинска сестра на героя Ейдриън Монк. Но не може да се изхранват със заплата от 980 долара и затова тя се връща в Ню Джърси, за да се омъжи отново за бившия си съпруг.
| Име         | Шарона Флеминг                                                                                         |
| Семейство   | Дъглас Флеминг (баща починал) Черил Флеминг (майка) Гейл Флеминг (сестра) Howie Fleming (чичо починал) |
| Пол         | Женски                                                                                                 |
| Професия    | сестринско дело                                                                                        |
| ----------- | --- |
| Съпрузи     | Тревър Хау (ж. два пъти)                                                                               |
| Любим човек | Ранди Дишър                                                                                            |
| Деца        | Бенджамин Флеминг (Тревор)                                                                             |

## Епизоди

### Сезон 1: 2002 г.
| №  | #  | Заглавие                                                                   | Режисура     | Сценарий                      | Първо излъчване      | Първо излъчване в България | Рейтинг в мииони |
| -- | -- | -------------------------------------------------------------------------- | ------------ | ----------------------------- | -------------------- | -------------------------- | ---------------- |
| 1  | 1  | Г-н Монк и кандидатът първа част („Mr. Monk and the Candidate (Part 1)“)   | Дийн Парисът | Анди Брекман                  | 12 юли 2002 г.       | 3 януари 2007 г.           | 4,76             |
| 2  | 2  | Г-н Монк и кандидатът втора част („Mr. Monk and the Candidate (Part 2)“)   | Дийн Парисът | Анди Брекман                  | 12 юли 2002 г.       | 4 януари 2007 г.           | 4,76             |
| 3  | 3  | „Г-н Монк и медиумът“ ("Mr. Monk and the Psychic")                         | Кевин Инч    | Джон Романо                   | 19 юли 2002 г.       | 8 януари 2007 г.           | 4,06             |
| 4  | 4  | „Г-н Монк среща Дейл Кита“ ("Mr. Monk Meets Dale the Whale")               | Роб Томпсън  | Анди Брекман                  | 26 юли 2002 г.       | 9 януари 2007 г.           | 4,87             |
| 5  | 5  | „Г-н Монк отива в лунапарка“ ("Mr. Monk Goes to the Carnival")             | Рандал Зиск  | Сайобан Бърн                  | 2 август 2002 г.     | 10 януари 2007 г.          | 4,91             |
| 6  | 6  | „Г-н Монк отива в лудницата“ ("Mr. Monk Goes to the Asylum")               | Ник Марк     | Том Шарплинг и Дейвид Брекман | 9 август 2002 г.     | 11 януари 2007 г.          | 4,48             |
| 7  | 7  | „Г-н Монк и милиардера-обирджия“ ("Mr. Monk and the Billionaire Mugger")   | Стивън Краг  | Тимъти Лий                    | 16 август 2002 г.    | 15 януари 2007 г.          | 4,46             |
| 8  | 8  | „Г-н Монк и другата жена“ ("Mr. Monk and the Other Woman")                 | Адам Аркин   | Дейвид Стърн                  | 23 август 2002 г.    | 16 януари 2007 г.          | Неизвестно       |
| 9  | 9  | „Г-н Монк и маратонецът“ ("Mr. Monk and the Marathon Man")                 | Мич Маркоуиц | Адам Девидсън                 | 13 септември 2002 г. | 17 януари 2007 г.          | 4,86             |
| 10 | 10 | „Г-н Монк на почивка“ ("Mr. Monk Takes a Vacation")                        | Кевин Инч    | Хай Конрад                    | 20 септември 2002 г. | 18 януари 2007 г.          | Неизвестно       |
| 11 | 11 | „Г-н Монк и земетресението“ ("Mr. Monk and the Earthquake")                | Адам Шенкман | Том Шарплинг и Дейвид Брекман | 4 октомври 2002      | 22 януари 2007 г.          | Неизвестно       |
| 12 | 12 | „Г-н Монк и червенокосият непознат“ ("Mr. Monk and the Red-Head Stranger") | Милан Шейлов | Том Шарплинг и Анди Брекман   | 11 октомври 2002 г.  | 23 януари 2007 г.          | Неизвестно       |
| 13 | 13 | „Г-н Монк и самолетът“ ("Mr. Monk and the Airplane")                       | Адам Шенкман | Дейвид Стърн                  | 18 октомври 2002 г.  | 24 януари 2007 г.          | 4,25             |

## Завръщането на Шарона
Шарона се появява през последния сезон на Монк, където става ясно че с бившия си съпруг отново са се развели този път завинаги.
В епизода става ясно че тя в Ню Джърси ръководи болница за ветерани. Но все пак нямаше пари за колежа на вече 17-годишното и дете.

## Г-н Монк и Шарона
Внимание:  Текстът по-долу разкрива сюжета на произведението (или части от него)!
Г-н Монк и Шарона е последният епизод в който участва Шарона.
В първата сцена се вижда как г-н Монк чисти със своята прахосмукачка и без да иска поглъща една монета. Той изключва прахосмукачката и изважда торбичката. След това някой почуква. Ейдриън си мисли че е Натали (асистентката му) но се оказва Шарона. Той без да иска включва прахосмукачката и му влиза прах в лицето. След това Шарона отвежда Монк до мивката за да си измие очите и вижда Шарона.
После се разбира че е дошла за да отиде на погребението на чичо ̀и който докато се е прибирал от игрището за голф се подхлъзнал на хлабава плочка. Хората които са направили голф игрището щели да дадът 5000$ заради злопоуката. Обаче Монк разкрива че е убийство. Шарона естествено отрича да е убийство, защото все пак ще и платят голяма сума пари. Все пак Монк разкри кой е крадеца. Но късметът и изплувал и докато го преследвали Шарона се подхлъзнала на хлабавата плочка и си счупила ръката.

## Шарона в България
В България от 1 до 3 сезон Шарона се озвучава от Гергана Стоянова, а в 8 сезон 10 епизод се озвучава от Петя Миладинова.